# Ryszard Grabowski
Ryszard Grabowski (ur. 1 stycznia 1944 w Jaskrze, zm. 31 stycznia 2016) – geodeta, prof. dr hab. inż., w latach 1987–1990 prorektor ds. nauki Politechniki Białostockiej.

## Życiorys
Ukończył Technikum Geodezyjne w Białymstoku i studia na Wydziale Geodezji i Kartografii Politechniki Warszawskiej. 
Pracował w Technikum Geodezyjnym w Białymstoku, filii Uniwersytetu Warszawskiego w Białymstoku oraz w Politechnice Białostockiej.
W 1984 uzyskał stopień doktora habilitowanego na Wydziale Geodezji Górniczej Akademii Górniczo-Hutniczej w Krakowie. 28 kwietnia 2000 został profesorem w zakresie nauk technicznych. Był kierownikiem Zakładu Informacji Przestrzennej Politechniki Białostockiej.
W latach 1992–1995 pracował jako profesor wizytujący w Universidade da Beira Interior w Portugalii. Był także zatrudniony w Państwowej Wyższej Szkole Zawodowej w Suwałkach i Wyższej Szkole Finansów i Zarządzania w Białymstoku. W kadencji 2011–2015 był członkiem Komitetu Geodezji Polskiej Akademii Nauk.